# Eupalamus japonicus
Eupalamus japonicus là một loài tò vò trong họ Ichneumonidae.